# Butrosz Gáli Pasa
Butrosz Gáli Pasa (arab írással بطرس باشا غالي, tudományos átiratban Buṭrus bāšā Ġālī, al-Majmún, 1846. május 12. – 1910. február 21.) egyiptomi kopt keresztény politikus, az Egyiptomi Alkirályság pénzügyminisztere, majd 1893–1910 között a külügyek vezetője, 1908-tól 1910-ig pedig miniszterelnök volt. Egy nacionalista merénylő ölte meg a megszálló britek túlzottnak vélt kiszolgálása miatt. Ő volt az ország első, nem oszmán birodalmi elitből származó kormányfője, illetve az első kopt, aki miniszterelnök lett és pasai rangra emelkedett. 
Számos leszármazottja töltött be fontos kormányzati szerepeket Egyiptomban. Unokája, Butrosz Butrosz-Gáli, aki szintén külügyminiszterként tevékenykedett, 1992–1996 között az ENSZ főtitkára volt.

## Életútja

### Származása, neveltetése
A felső-egyiptomi Bani Szuvajf kormányzóság al-Majmún falvában született kopt családban. Apja, Gáli Nírúz bég az 1863–1879 között uralkodó Iszmáíl khedive teljes testvére, Musztafa Fádil herceg (1830–1875) nevelője volt. Tanulmányait a helyi Korán-iskolában kezdte, majd Kairóba ment a kopt iskolába, végül apja állásának köszönhetően az uralkodóház és az egyiptomi arisztokratacsaládok számára fenntartott Emíri Iskola diákja lett. Tanulmányai során a kopt és az arab mellett törökül, franciául és perzsául is megtanult. Tanulmányokat folytatott Európában is.

### Karrierjének kezdetei
1867-ben lépett munkába tolmácsként, majd főírnokként, végül titkárként az alexandriai Kereskedőtanácsnál. 1873-ban az igazságügyi minisztériumhoz került, ahol gyorsan emelkedett a ranglétrán: 1874-ben az európai nyelvi részleg vezetője, majd főírnok lett. A kormány 1876-ban delegálta a pénzügyi klíringtörvény megalkotásán dolgozó bizottságba. Ezután 1879-ben a minisztertanács titkára, 1881. október 10-én pedig vakíl lett. 1882-ben, az Urábi-felkelés idején tagja volt annak a küldöttségnek, amit Ahmad Urábi küldött Taufík khedivéhez, kegyelmet kérve az atrocitások miatt.
A felkelés nem törte meg a karrierjét. 1882-ben, elsőként a koptok közül, pasai címet kapott. Kadri pasa mellett főszerepet játszott az egyiptomi törvények szekularizációjában: részt vett a modellként szolgáló francia törvénykönyvek lefordításában és a Núbár Pasa elnökletével és külföldi konzulok részvételével 1884-ben felállt, a törvények módosítását végző bizottság munkájában.

### A pénz- és külügyek élén
1893 januárjában pénzügyminiszter lett Huszajn Fahri Pasa brit nyomásra három nap után lemondatott kormányában, de tárcáját Musztafa Rijád Pasa új kormányában is megőrizhette. 1894 áprilisában Núbár Pasa kormányában külügyminiszteri megbízást kapott. Tárcáját az 1895 novemberében történt kormányváltás után is megőrizte, és Musztafa Fahmi Pasa 1908-ig fennálló kormányában mindvégig ő látta el a külügyek vezetését. Ebben az időszakban több népszerűtlen lépést fűződött a nevéhez: 1899-ben ő írta alá a britekkel a Mahdi-felkeléstől visszahódított Szudánról szóló egyezményt, melyben lemondott a korábbi egyiptomi szuverenitásról, és beleegyezett Angol–egyiptomi Szudán kondomíniumi státuszába. Az 1906-os, nacionalista fellángolást kiváltó dinsaváji incidens nyomán ő vezette a vadászaton részt vevő brit tiszt haláláért felelőssé tett egyiptomi parasztokat elítélő bíróságot.

### Miniszterelnöksége
Fahmi lemondása után, 1908. november 12-én II. Abbász alkirály őt nevezte ki miniszterelnökké – nem csak az első keresztény, hanem az első törzsökös egyiptomi volt a kormányzat élén, hiszen addig a pozíció 1878-as létrehozása óta az oszmán birodalmi elit kezében volt. Miniszterelnöksége idején is megtartotta a külügyek vezetését. Kormányzása idején az Eldon Gorst brit főmegbízott által kezdeményezett korlátozott liberalizáció jegyében növelték a Törvények Súra Tanácsa néven működő, valós hatalommal nem bíró testület jogköreit: ezentúl véleményezhette a kormányzat törvénytervezeteit.
1909-ben titkos tárgyalásokba kezdett a britekkel a Szuezi-csatornára vonatkozó koncesszió negyven évre szóló meghosszabbításáról. A tervezet nyilvánosságra került, mire a nacionalista sajtó és értelmiség követelni kezdte a nyilvános megvitatását, mielőtt elfogadnák a véleményük szerint egyiptomi érdekeket sértő egyezséget. Gáli pasa elzárkózott a tárgyalásoktól, ellentámadást indított a kormánypárti sajtón keresztül, és felélesztette az 1881-ben hozott, de 1894 óta nem alkalmazott sajtótörvényt az ellenzéki újságok tevékenységének korlátozására.
A nacionalista fellángolás során egy Ibráhím Nászif al-Vardáni nevű fiatalember lelőtte, amikor éppen kijött a külügyminisztériumból, 1910. február 21-én. Hivatalát belügyminisztere, Muhammad Szaíd Pasa foglalta el.